# 庄家富
庄家富（1934年—），男，广东番禺人，中国乒乓球运动员、教练员，曾任中国乒乓球队女队主教练。培训了梁戈亮、陆元盛、蔡振华、王会元等选手。1989年被评为建国40年以来杰出教练员。